# Batunya
Batunya is een bestuurslaag in het regentschap Tabanan van de provincie Bali, Indonesië. Batunya telt 3201 inwoners (volkstelling 2010).